# Rontignon
Rontignon település Franciaországban, Pyrénées-Atlantiques megyében. Lakosainak száma 868 fő (2022. január 1.). Rontignon Aressy, Bosdarros, Gelos, Meillon, Narcastet és Uzos községekkel határos.

## Népesség
A település népessége az elmúlt években az alábbi módon változott:
| Lakosok száma | 798  | 809  | 842  | 833  | 841  | 849  | 855  | 862  | 868  |
|               | 2013 | 2015 | 2016 | 2017 | 2018 | 2019 | 2020 | 2021 | 2022 |